# 택법
택법(擇法, 산스크리트어: dharma-pravicaya, 팔리어: dhamma-vicaya)은 모든 법(法)을 살펴서 참된 것과 거짓된 것, 선한 것과 악한 것을 판별하여, 참된 것과 선한 것을 취하고 거짓된 것과 악한 것을 버리는 것이다. 즉, 지혜로써 제법을 간택 판단하는 것, 혹은 온갖 법상(法相)을 참답게 간택하는 것이다. 혜(慧, prajñā, paññā)와 동의어이다. 택법은 열반에 이르기 위해 닦는 37도품(三十七道品)의 6번째 그룹인 7각지(七覺支)의 하나이다.
영어권에서는 택법(擇法), 즉 팔리어의 담마비카야(dhamma-vicaya)를 자성(自性: 본질 또는 특성) 분석(analysis of qualities), 제법분별 또는 제법의 식별(discrimination of dhammas), 상(相)의 분별 또는 식별(discrimination of states), 교법 탐구(investigation of doctrine), 진리 탐구(searching the Truth) 등으로 해석하고 있다.
《구사론》에 따르면, 온갖 법상(法相)을 참답게 간택하는 것, 즉 택법(擇法) 혹은 지혜[慧]는 번뇌를 소멸시킬 수 있는 그 모든 방편 또는 선법(善法)의 출발점 또는 기초가 된다. 부파불교의 설일체유부 등에서는 출세간을 지향하는 세간의 사람들이 택법 즉 지혜를 획득할 수 있도록 하기 위해 고타마 붓다가 아비달마를 설하였다고 주장하였다.

## 같이 보기
- 반야 또는 혜
- 보리

## 참고 문헌
- 권오민 (2003). 《아비달마불교》. 민족사.
- 운허.  동국역경원 편집, 편집. 《불교 사전》. |title=에 외부 링크가 있음 (도움말)
- 세친 지음, 현장 한역, 권오민 번역. 《아비달마구사론》. 한글대장경 검색시스템 - 전자불전연구소 / 동국역경원. |title=에 외부 링크가 있음 (도움말)
- (영어) Bodhi, Bhikkhu (trans.) (2000). 《The Connected Discourses of the Buddha: A Translation of the Samyutta Nikaya》. Boston: Wisdom Publications. ISBN 0-86171-331-1.
- (영어) Gethin, R.M.L. (1992). 《The Buddhist Path to Awakening: A Study of the Bodhi-Pakkhiyā Dhammā》. Leiden: E.J. Brill. ISBN 90-04-09442-3.
- (영어) Rhys Davids, Caroline A.F. ([1900], 2003). 《Buddhist Manual of Psychological Ethics, of the Fourth Century B.C., Being a Translation, now made for the First Time, from the Original Pāli, of the First Book of the Abhidhamma-Piṭaka, entitled Dhamma-Saṅgaṇi (Compendium of States or Phenomena)》. Whitefish, MT: Kessinger Publishing. ISBN 0-7661-4702-9.
- (영어) Rhys Davids, T.W. & William Stede (eds.) (1921-5). 《The Pali Text Society’s Pali–English Dictionary》. Chipstead: Pali Text Society. A general on-line search engine for the PED is available at http://dsal.uchicago.edu/dictionaries/pali/.
- (중국어) 星雲. 《佛光大辭典(불광대사전)》 3판. |title=에 외부 링크가 있음 (도움말)